# Leptathamas paradoxus
Leptathamas paradoxus är en spindelart som beskrevs av Balogh 1980. Leptathamas paradoxus ingår i släktet Leptathamas och familjen hoppspindlar. Inga underarter finns listade i Catalogue of Life.